# ネズ
ネズ（杜松、学名: Juniperus rigida）は、裸子植物マツ綱のヒノキ科ビャクシン属（ネズミサシ属）に属する常緑針葉樹の1種である。ネズミサシ（鼠刺）ともよばれ、これを標準名としていることも多い。別名として、他にムロ（榁）、トショウ（杜松）などがある。低木から高木で小枝は垂下し、触ると痛い尖った針葉が3輪生する。雌雄異株であり、"花期"は春、球果は翌年以降に熟し、多肉質で液果状（漿質球果）。本州（岩手県以南）、四国、九州、朝鮮半島、中国北部に分布し、尾根筋など痩せた土地に生育する。木材、薬用（球果は杜松子とよばれる）、観賞用（盆栽など）として利用される。ハイネズと同種とされることがあり、その場合、ここで解説しているネズの学名は Juniperus rigida var. rigida となる。

## 特徴
常緑低木から高木の針葉樹であり、ふつう高さ5–7メートル (m) ほどであるが、大きなものは高さ 10 m、幹の直径45センチメートル (cm) ほどになる（図1, 2）。枝を四方に伸ばし、小枝は垂下することが多い（下図2, 3）。小枝には稜があり、断面は三角形、赤褐色で無毛。樹皮は灰褐色から赤褐色、薄くはがれる。
葉は針葉、3輪生し、長さ10–25ミリメートル (mm)、幅約 1 mm、濃緑色、硬く先端は尖り、触れると痛い（下図3）。葉の断面は逆三角形、表面に1本の深い白色気孔帯があり、裏側に樹脂道がある。
ふつう雌雄異株だがまれに雌雄同株、"花期"は4月ごろ、"雄花"、"雌花"とも前年枝の葉腋につく。"雄花"、"雌花"とも鱗片葉をつけた小枝の先端に頂生する。雄球花（"雄花"）は楕円形、長さ 4–5 mm、輪生する3個の小胞子葉（"雄しべ"）からなり、小胞子葉の背軸面には4–7個の花粉嚢がある（上図3a）。雌球花は3個の鱗片（果鱗）からなり、3胚珠がある。雌球花は翌年または翌々年の10月ごろに成熟し、裂開せず鱗片は合着して多肉質の漿質球果になり、球形から卵形、直径 6–10 mm、はじめは緑色だが熟すと黒紫色になり、表面は白いロウ質で覆われる（上図3b）。種子は球果1個あたりふつう2–3個、卵状三角形で長さ 4–5 mm、樹脂塊がついている。染色体数は 2n = 22。

## 分布・生態
本州（岩手県以南）、四国、九州、朝鮮半島、中国北部、ロシアに分布する。瀬戸内地方に多い。日当たりがよく花崗岩質など痩せた尾根やアカマツ林内、砂地などに見られる。松枯れによってマツが消えた跡地に増えることもある。
病虫害は少ないが、ヒノキ樹脂胴枯病が発生することがある。またナシに大きな被害を与える赤星病菌の中間宿主となるため、ナシの産地では植栽が規制されていることがある。

## 人間との関わり

### 利用

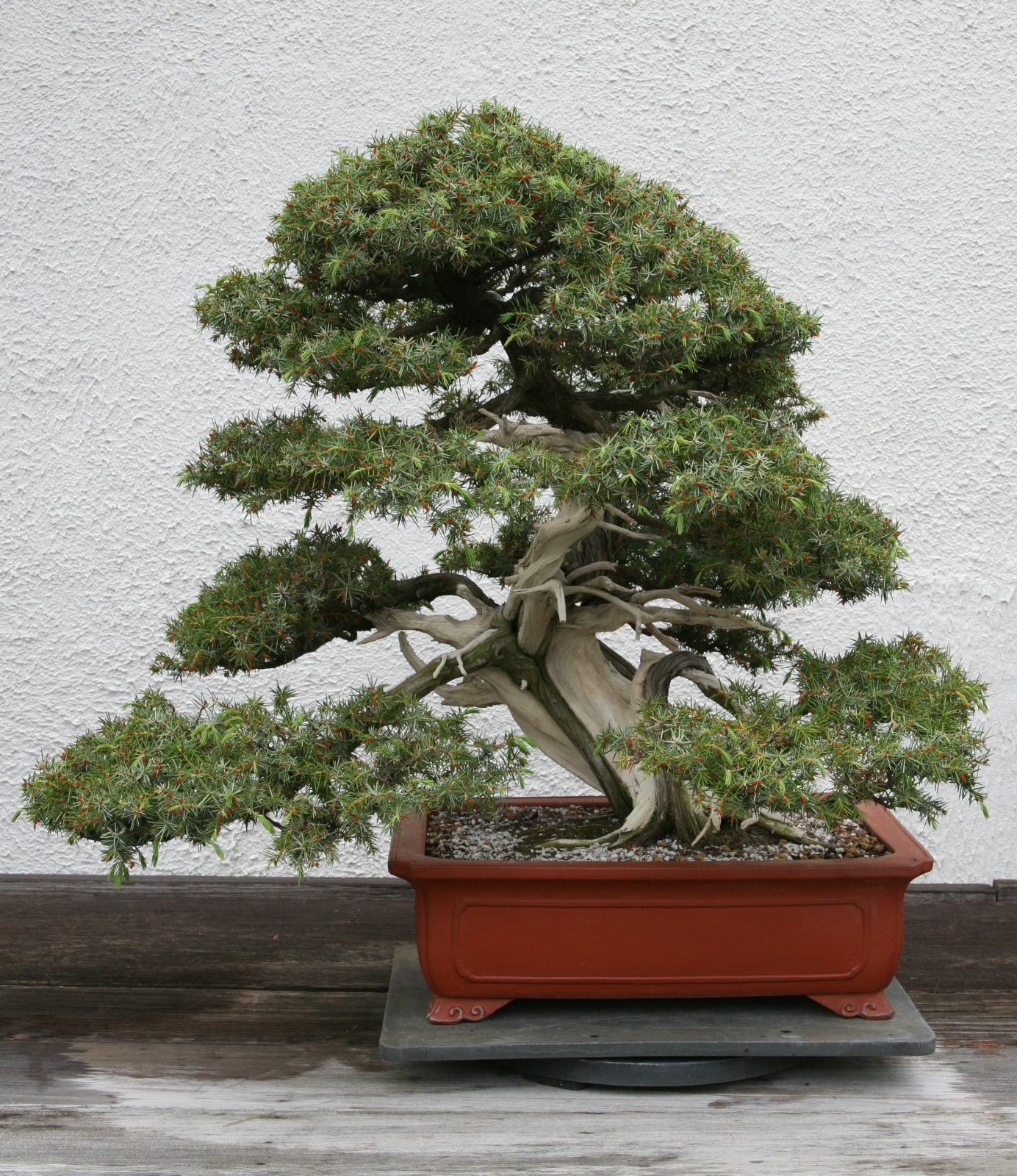
4. ネズの盆栽

材は芳香・光沢があり、心材は淡褐色で辺材との境界は明瞭、緻密で重硬、気乾比重は0.54、樹脂が多く耐朽性が高いため、床柱のような装飾材や彫刻材、白檀の模擬材（和白檀とよばれる）に利用されるが、蓄材量が少ない。
古くは、種子から得られた油を灯火用や薬用に用いていた。また、球果は杜松子（トショウシ）とよばれ、中国では古くから漢方の生薬として利用され、利尿やリウマチに有効とされる。広島県立世羅高等学校がアロマオイルの抽出と商品化に取り組んでいる。
庭木や盆栽として利用されることがあり、園芸上では杜松（としょう）ともよばれる（図4）。
長野県青木村では、ネズを「村の木」としている。

### 名称
針葉が硬く尖っているため、ネズミの通り道に置いておくことでネズミ除けになるという意味で「ネズミサシ（鼠刺）」の名前がつき、これが縮まって「ネズ」となったとされる。ネズミサシを標準名としていることも多い。
古くは、「皆の木」を意味する「ムロノキ」とよばれ、『万葉集』でもいくつか詠まれている。ただし、このように詠まれている木は瀬戸内海沿岸に生える大木であることから、実際には同属別種のイブキのことではないかともされる。

吾妹子が 見し鞆の浦の むろの木は 常世にあれど 見し人そなき
—大伴旅人、『万葉集』巻3-446番